# المواقف السياسية للحزب الجمهوري
يعتمد برنامج الحزب الجمهوري في الولايات المتحدة الأمريكية عمومًا على النهج المحافظ الأمريكي، مقارنة مع اعتماد الحزب الديمقراطي لليبرالية الحديثة. يضمّ الحزب المعتدلين، الذين يوصفون احيانًا بالجمهوريين المؤسّسين، وأعضاء من حزب الشاي أو حزب تجمّع الحرية، اللذان يُنعتان بالشعبوية واليمينية واليمين المتطرّف.
تجلّت المواقف السياسية لحزب الجمهوريين عبر الزمن. في الوقت الحاضر، يتبع الحزب سياسة الاقتصاد المحافظ التي تتضمّن السعي إلى تخفيض الضرائب وإقامة سوق الرأسمالية الحرّة وتقليص القيود التنظيمية المفروضة على الشركات وفرض القيود على النقابات العمالية. ويعتبر الحزب متحفّظًا اجتماعيًا أيضًا، ويدعم فرض قيودٍ على الهجرة وحقوق امتلاك وحمل الأسلحة وقيودٍ على الإجهاض، بالإضافة إلى تبنيه لمبادئ تقليدية عادةً ما يكون أساسها مسيحي. في السياسة الخارجية، يؤيّد الحزب الجمهوري الإنفاق العسكري والتحرّكات أحادية الجانب. وتنطوي المبادئ الأخرى للحزب على معارضته لقانون حماية البيئة وإجازة المخدرات، والدعوة لاختيار المدرسة.

## السياسات الاقتصادية
يعتقد قادة الحزب الجمهوري اعتقادًا راسخًا بأن الأسواق الحرّة والإنجاز الفردي هما العاملان الأساسيان اللذان يدفعان الازدهار الاقتصادي. وبهدف إدراك هذه الغاية، فإنهم يدافعون عن مبدأ عدم التدخّل، والمحافظة المالية، والتخلّص من برامج الرعاية الاجتماعية التي تديرها الحكومة لصالح المنظمات غير الربحية في القطاع الخاص وتشجيع المسؤولية الشخصية. غير أن الناخبين الجمهوريين لا يؤمنون إيمانًا راسخًا بهذه الآراء كما يفعل قادة أحزابهم.
إن النظرية الاقتصادية الرائدة التي دعا إليها الجمهوريون الحديثون هي اقتصاديات جانب العرض (اقتصاد الموارد الجانبية). كانت بعض السياسات المالية التي تأثّرت بهذه النظرية تُعرف شعبيًا باسم «ريغانوميكس»، وهو مصطلح شائع انتشر في عهد إدارة رونالد ريغان للولايات المتحدة. تشير هذه النظرية إلى أن تدنّي معدلات ضريبة الدخل يزيد من نمو الناتج المحلي الإجمالي، وبالتالي يدرّ نفس القدر من الإيرادات أو أكثر للحكومة من الضريبة الأصغر على النمو الإضافي. ينعكس هذا الاعتقاد، جزئيًا، على مناصرة الحزب طويلة الأجل للتخفيضات الضريبية. يعتبر العديد من الجمهوريين أن نظام ضريبة الدخل غير فعّال بطبيعته ويعارضون معدلات الضريبة المتدرّجة، والتي يعتقدون أنها تستهدف استهدافًا غير عادل أولئك الذين يوفّرون الوظائف ويولّدون الثروة. كما يعتقدون أن الإنفاق الخاص عادةً ما يكون أكثر كفاءة من الإنفاق الحكومي. ويعارض الجمهوريون عمومًا ضريبة العقارات.
بين القرن التاسع عشر وأوائل القرن العشرين، أيّد الجمهوريون فرض التعريفات الجمركية لحماية الصناعة الأمريكية والعمال الصناعيين وتشجيعهم. في عام 1896، تعهّدت منصّة GOP بـ «تجديد والتأكيد على ولاءها لسياسة الحماية، باعتبارها ملاذًا للاستقلال الصناعي الأمريكي، وأساسًا للتنمية والازدهار. تفرض هذه السياسة الأمريكية الصحيحة ضرائب على المنتجات الأجنبية وتشجّع الصناعة المحلية. وتُلقي عبء الإيرادات على عاتق البضائع الأجنبية؛ وتضمن أمن السوق الأمريكية للمُنتج الأمريكي. إنها تدعم المعيار الأمريكي للأجور بالنسبة للعامل الأمريكي».
قدّم الجمهوريون إصلاح الرعاية الاجتماعية لعام 1996 وأيّدوه بشدّة، وقد وقّع عليه الرئيس الديمقراطي بيل كلينتون ليصبح قانونًا. كما حدّوا من مدى استحقاق الحصول على الرعاية الاجتماعية، مما سمح بنجاح للعديد من متلقي الرعاية السابقين بالعثور على وظائف.
يعارض الحزب نظام الرعاية الصحية أحادية الدافع الذي تديره الحكومة، زاعمًا بأنه يشكّل دواءً مؤمّمًا، ويؤيّد نظام التأمين الشخصي أو القائم على صاحب العمل، الذي يكمّله برنامج التأمين الصحي (ميديكير) للمسنين والمساعدات الطبية (ميديكيد)، والتي تغطّي حوالي 40٪ من الفقراء. لدى الجمهوريين سجلٌ متفاوت في دعم الضمان الاجتماعي والتأمين الصحي (ميديكير) والمساعدات الطبية (ميديكيد). دعم الجمهوريون في الكونغرس وإدارة بوش خفض معدّل نمو المساعدات الطبية (ميديكيد). ومع ذلك، أقدم الجمهوريون في الكونغرس على توسيع نطاق المساعدات الطبية (ميديكير)، من خلال دعم خطة جديدة للعقاقير لكبار السن ابتداءً من عام 2006.
في عام 2011، صوّت الجمهوريون في مجلس النواب بأغلبيةٍ ساحقة على اقتراحٍ يُعرف باسم «الطريق إلى الازدهار والتغييرات الرئيسية في التأمين الصحي والمساعدات الطبية وتشريع الرعاية الصحية لعام 2010». يدعم العديد من الجمهوريين زيادة التأمين الصحي القابل للنقل، والقوانين التي تعزّز تغطية الحالات الطبية سابقة الوجود، ووضع حدٍّ لقضايا سوء الممارسة، وتطبيق نظامٍ مبسّط للسجلات الطبية الإلكترونية، والتركيز على الرعاية الوقائية بدلًا من رعاية غرفة الطوارئ، ويدعمون أيضًا المزايا الضريبية التي تهدف إلى جعل التأمين الصحي ميسورًا تغطيته لغير المؤمّن عليهم وتعزيز الوصول الشامل. يعارضون عمومًا التمويل الحكومي للإجهاض الاختياري.

## النقابات العمالية
منذ عشرينيات القرن العشرين، عارض الجمهوريون عمومًا النقابات العمالية، التي تشكّل مكوّنًا رئيسيًا في ائتلاف الصفقة الجديدة التابع للحزب الديمقراطي. على الرغم من أن النقابات فقدت عضويتها في القطاع الخاص منذ سبعينيات القرن العشرين، إلا أنها كسبت ذلك بين نقابات القطاع العام (مثل نقابة معلمي المدارس). يدعم الجمهوريون على مستوى الولاية عمومًا قوانين الحق في العمل التي تُضعف النقابات. على المستوى القومي، أيّد الجمهوريون قانون تافت-هارتلي لعام 1947، والذي يعدّ أحد أكثر القوانين عداءً للشيوعية؛ إذ يمنح العمال الحق في عدم الانضمام إلى النقابات، بدلًا من العضوية المغلقة، التي تحظر على العمال الامتناع عن الانضمام إلى النقابات في أماكن العمل. يعارض معظم الجمهوريين الزيادات في الحدّ الأدنى للأجور، إذ يعتقدون أن هذه الزيادات تضرّ بالعديد من الشركات من خلال إجبارها على تقليص عدد الوظائف والخدمات، وتصدير الوظائف إلى الخارج، ورفع أسعار السلع للتعويض عن انخفاض الأرباح. وكما أكّد تايلور دارك في تحليله للتحالف الدائم بين النقابات العمالية والديمقراطيين بأن «أشدّ خصوم النقابات قد لجأوا إلى الحزب الجمهوري».
شرع الجمهوريون الذين انتُخبوا بعد حصولهم على الدعم من حزب الشاي في عام 2010، وأبرزهم حاكم سكوت ووكر من ويسكونسن، في بذل جهودٍ كبيرة ضد نقابات القطاع العام ويرجع ذلك جزئيًا إلى التزامات معاشات حكومة الولاية إلى جانب الادعاء بأن النقابات أصبحت قويةً أكثر مما يجب. واجه ووكر تحديًّا كبيرًا من تحالف النقابات والديمقراطيين، لكنه هزم جهودهم الرامية إلى عزله وأعيد انتخابه عام 2014.